# アーガス (A135)
アーガス (RFA Argus) は、イギリス海軍補助艦隊が運用する航空支援艦。公式の艦種は、就役当初は航空練習艦（Aviation Training Ship）とされており、2009年に傷病兵収容艦（Primary Casualty Receiving Ship）に変更された。
艦名はギリシア神話のアルゴスの英語表記／読みである。

## 来歴
本艦は、イタリアのCNRブレダ社で建造されてシー・コンテナ社によって運航されていたRO-ROコンテナ船「コンテンダー・ベザント」（MV Contender Bezant）を前身とする。同船は1982年5月よりイギリス政府によってチャーターされ、フォークランド紛争において航空機輸送船として使用されていた。
この紛争でヘリコプター母艦の必要性を痛感したイギリス海軍は、当時アメリカで開発されていたコンテナ化航空運用システムであるアラパホ・システムに着目し、1982年に同システムの借用契約を締結してコンテナ船「アストロノーマー」に搭載、1983年11月より航空支援艦「リライアント」として再就役させていた。同艦はレバノン内戦の激化に伴い派遣されていた多国籍軍の支援任務に参加して、1984年2月にはレバノン駐留英軍や民間人、外交官の撤収などに活躍した。
「リライアント」の成功によって民間船改造の航空支援艦の有用性が認められたため、イギリス海軍は1984年3月2日に「コンテンダー・ベザント」を1800万ポンドで購入し、更に4500万ポンドをかけて航空支援艦として改造し、「アーガス」と改名した。改造工事はハーランド・アンド・ウルフ社で行われた。なお、アーガスの購入・改造にかかった費用はインヴィンシブル級航空母艦の建造費用の17パーセントであった。

## 設計
改造にあたっては、当然、航空運用能力の付与にもっとも意が払われた。「コンテンダー・ベザント」時代には船後部両舷に左右に分かれて立っていた2本の煙突は、右舷側の1本にまとめられ、またガントリークレーンも撤去された。これによって、艦尾甲板には、長さ113.52メートル×幅28メートルという広大なヘリコプター甲板が確保された。ただし上記の煙突による乱流のため、ヘリコプター甲板上の飛行が妨げられることもあった。またコンテナ船時代と比べると搭載量が少ない状態で航行することになり、吃水が浅くなって復原性が低下することが懸念されたことから、ヘリコプター甲板の補強も兼ねて、艦尾甲板のうちハッチカバーであった部分には1.9メートル厚のコンクリート（計1,800トン）と鉄板が敷き詰められている。同様の目的から、前部上部構造物も拡大された。また減揺タンクによる安定化装置も導入された。
3層あった車両甲板は1層のハンガーに改造された。ハンガーは4つの区画に区分されており、シーハリアー8機とシーキング3機を収容することができる（これに加えてヘリコプター甲板上にヘリコプター3機を露天駐機できる）。ヘリコプター甲板との間は、中部左舷寄りと煙突左側に新設されたエレベーターによって連絡されている。このうち1基は傷病者移送用としても用いられる。
また本艦は、病院船としての機能も重視して改造されており、当初は100床の病床を備えていた。その後、2001年の改修で手術室4室、集中治療室20床、一般病床90床に増強された。なお、「アーガス」として改造されるのに伴って水密区画が強化されたほか、2003年の中東展開に先立って、CBRNE対策も強化された。また2013年には、フィリップス社製の64列マルチスライス・コンピュータ断層撮影装置（MDCT）を搭載したが、これは64列MDCTを舶載化した初の例であった。

## 艦歴
公式には、ヘリコプターの発着訓練に用いられていた「エンガディーン」の後継艦とされていた。1987年10月28日に仮受領、1988年3月3日に受領され、同年6月1日に引き渡されたが、1989年7月17日から10月3日にかけての改修までは海上公試が続けられていた。
陸上部隊の支援に用いられる事が多く、湾岸戦争やボスニアやペルシア湾などに派遣され、海上の航空基地としての運用が目立つ。また2014年には、その医療設備や航空機・物資搭載能力を活かして西アフリカでのエボラ出血熱流行に対する人道援助任務を行うため、シエラレオネに派遣されている。

## 登場作品

### 映画
『ワールド・ウォーZ』
国連の指揮艦として登場。なお、登場時の字幕ではアメリカ海軍艦船を意味する「U.S.S.」の艦船接頭辞が付けられていることから、作中ではアメリカ海軍所属艦を演じている模様。